# Cornelio Silla (incrociatore)
Il Cornelio Silla fu un incrociatore leggero della Regia Marina della classe Capitani Romani, costruito nel corso della seconda guerra mondiale e mai entrato in servizio, non essendo mai stata completata la sua costruzione. Fu intitolato al generale romano Lucio Cornelio Silla.

## Storia
La sua realizzazione fu affidata all'Ansaldo nel cantiere navale di Genova, dove il suo scafo fu impostato sugli scali il 12 ottobre 1939.
La nave fu varata il 28 giugno 1941, ma il suo allestimento proseguì molto a rilento e nel 1942 il suo apparato di propulsione fu riutilizzato per la portaerei Aquila in allestimento a Genova, che ricevette anche l'apparato di propulsione dal Paolo Emilio, la cui costruzione fu annullata e il cui scafo fu demolito sullo scalo.
Per confondere i ricognitori inglesi, il Cornelio Silla fu ormeggiato di prora alla stessa portaerei Aquila. All'armistizio, la nave, catturata dai tedeschi era in fase di allestimento. Nel luglio 1944 il Cornelio Silla venne colpito e gravemente danneggiato dalle bombe di una incursione alleata su Genova e al termine della guerra il suo scafo venne ritrovato semiaffondato nel porto di Genova e successivamente recuperato e demolito.

## Nome
La nave era stata intitolata al dittatore romano romano Lucio Cornelio Silla, che fu pretore di Roma nel 97 a.C. propretore nel 96 a.C., console dall'88 a.C. all'80 a.C. e dittatore dall'82 a.C. al 78 a.C., anno della sua morte.

## Galleria d'immagini

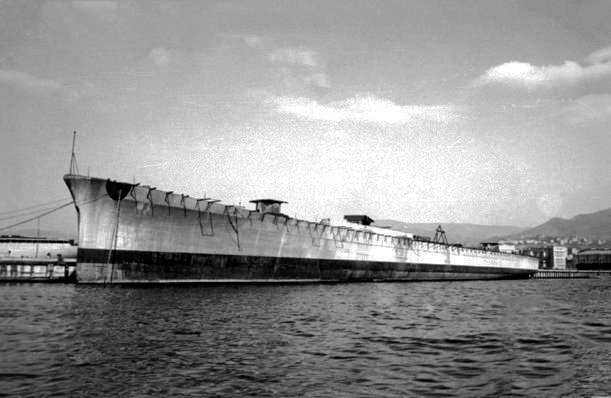
Lo scafo ormeggiato a Genova presso la banchina di allestimento
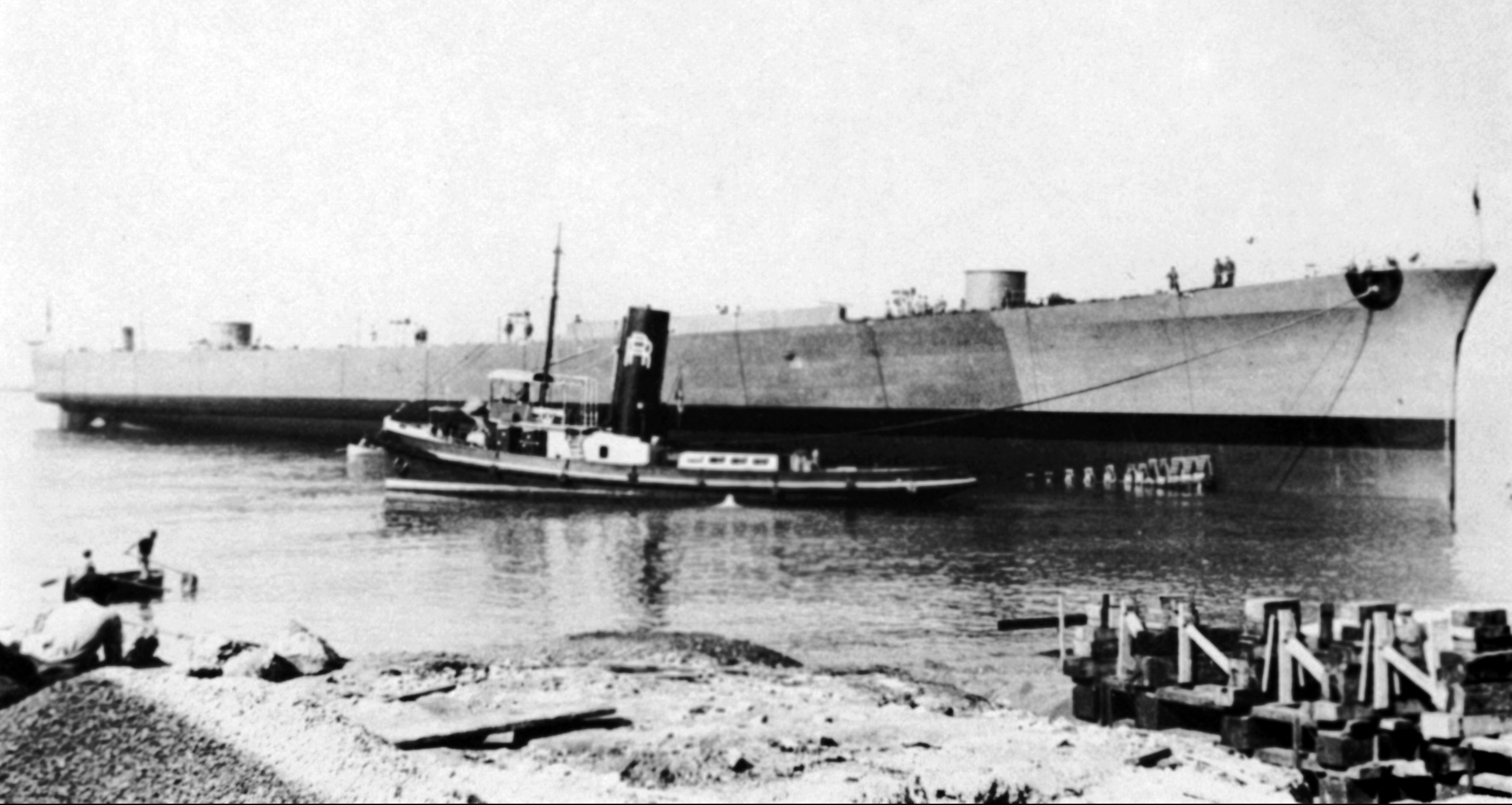
Dopo il varo preso a rimorchio per il trasferimento alla banchina di allestimento